# Dorysthenes florentinii
Dorysthenes florentinii là một loài bọ cánh cứng trong họ Cerambycidae.